# Oskar Stetkiewicz
Oskar Stetkiewicz (ur. 24 maja 1894, zm. 30 stycznia 1954) – major kawalerii Wojska Polskiego.

## Życiorys
Urodził się 24 maja 1894. Od 1913 pełnił zawodową służbę wojskową w cesarskiej i królewskiej Armii. W tym roku został mianowany porucznikiem i wcielony do Pułku Ułanów Nr 6 w Rzeszowie. W szeregach tego pułku wziął udział w mobilizacji sił zbrojnych Monarchii Austro-Węgierskiej, wprowadzonej w związku z wojną na Bałkanach (1912–1913), a następnie walczył na frontach I wojny światowej. Na stopień nadporucznika został awansowany ze starszeństwem z 1 listopada 1915.
12 kwietnia 1919 został przyjęty do Wojska Polskiego z byłej armii austro-węgierskiej, z zatwierdzeniem posiadanego stopnia porucznika ze starszeństwem od dnia 1 listopada 1915 i przydzielony z dniem 1 listopada 1918 do 6 pułku ułanów. 27 sierpnia 1920 został zatwierdzony z dniem 1 kwietnia 1920 w stopniu rotmistrza, w kawalerii, w grupie oficerów byłej armii austro-węgierskiej i nadal pełnił służbę w 6 pułku ułanów. 1 czerwca 1921 pełnił służbę w Oddziale II Naczelnego Dowództwa Wojska Polskiego, a jego oddziałem macierzystym był w dalszym ciągu 6 pułk ułanów. 3 maja 1922 został zweryfikowany w stopniu rotmistrza ze starszeństwem od 1 czerwca 1919 i 123. lokatą w korpusie oficerów jazdy (od 1924 – kawalerii). Później został przeniesiony do 6 pułku strzelców konnych w Żółkwi. 12 kwietnia 1927 prezydent RP nadał mu stopień majora z dniem 1 stycznia 1927 i 12. lokatą w korpusie oficerów kawalerii. Z dniem 1 stycznia 1928 został przeniesiony z 23 pułku ułanów w Postawach do 15 pułku ułanów w Poznaniu na stanowisko dowódcy szwadronu pionierów 3 Dywizji Kawalerii. W marcu 1930 został przeniesiony ze szwadronu pionierów Brygady Kawalerii „Poznań” do 13 pułku ułanów w Nowej Wilejce na stanowisko kwatermistrza. W listopadzie 1932 został zwolniony z zajmowanego stanowiska i oddany do dyspozycji dowódcy Okręgu Korpusu Nr III, a z dniem 31 marca 1933 przeniesiony w stan spoczynku. W 1934, jako oficer stanu spoczynku, pozostawał w ewidencji Powiatowej Komendy Uzupełnień Warszawa Miasto III. Posiadał przydział do Oficerskiej Kadry Okręgowej Nr I. Był wówczas „przewidziany do użycia w czasie wojny”.
Zmarł 30 stycznia 1954. Został pochowany na Cmentarzu św. Rocha w Częstochowie (sektor 17-10-14). W tym samym grobie pochowana jest Kazimiera Stetkiewicz z Krygierów (zm. 11 grudnia 1969).

## Ordery i odznaczenia
- Krzyż Walecznych dwukrotnie[21]
- Złoty Krzyż Zasługi – 10 listopada 1928[22][21]

austriackie
- Krzyż Zasługi Wojskowej 3 klasy z dekoracją wojenną i mieczami[4]
- Srebrny Medal Zasługi Wojskowej z mieczami na wstążce Krzyża Zasługi Wojskowej[4]
- Brązowy Medal Zasługi Wojskowej z mieczami na wstążce Krzyża Zasługi Wojskowej[4]
- Krzyż Wojskowy Karola[4]
- Krzyż Pamiątkowy Mobilizacji 1912–1913[4]